# Inside (jogo eletrônico)
Inside é um jogo eletrônico de quebra-cabeça em plataforma. Foi desenvolvido pela dinamarquesa Playdead. Este é o segundo jogo da desenvolvedora, sendo o primeiro o aclamado Limbo. O jogo é tematicamente e visualmente semelhante a Limbo, onde o jogador controla um menino em uma paisagem monocromática lutando pela sua sobrevivência enquanto precisa resolver quebra-cabeças para passar de nível.
Inside foi lançado no Xbox One em 29 de Junho de 2016, no Microsoft Windows em 7 de Julho de 2016 e no Playstation 4 em 23 de Agosto de 2016.

## Jogabilidade
Inside é um jogo eletrônico de quebra-cabeça em plataforma, em qual o jogador controla um menino que explora um ambiente surreal que nos é apresentado de forma quase monocromática, utilizando apenas alguns traços de cores para realçar certas partes do ambiente. O jogador pode fazer o menino andar, correr, nadar e usar objetos do ambiente para progredir no jogo. Mais tarde no jogo, o garoto ganha a capacidade de controlar o corpo de alguns mortos para completar certos desafios, Marty Sliva da IGN comparou esta mecânica com a de The Swapper. O menino pode morrer, tanto por outros personagens como por alguns desafios caso não sejam concluídos rápido o suficiente; e como em Limbo, as mortes são acompanhadas por animações violentas antes do jogo retornar ao último ponto salvo.

## Enredo
Inside conta a história de um menino enquanto ele luta para sobreviver contra as forças do mal que estão tentando dominar o mundo através de experimentos em corpos humanos de uma forma totalmente questionável. O menino começa a sua jornada em uma floresta onde estranhas sombras o perseguem. Após despistá-las, o menino encontra um armazém, aonde ele vê uma entidade fazendo experimentos de controle da mente em pessoas. Incomodado com isso, ele decide procurar um meio de impedir que isto continue a acontecer. Os desenvolvedores do game não se declararam quanto a real explicação da história, o que abre um leque de possibilidades para os próprios jogadores tirarem suas conclusões. 

## Desenvolvimento
Playdead lançou Limbo, um jogo independente em preto-e-branco  que vendeu quase um milhão de cópias, em Julho de 2010. O estúdio começou a trabalhar em seu segundo jogo, Inside, no mesmo ano. Um ano após, ainda em estágio de desenvolvimento, Playdead falou que o jogo era bastante similar ao projeto anterior, só que mais "louco", "estranho", e em 3D. Alguns dos elementos em Inside foram derivados de algumas "sobras" de Limbo quando ainda estava em desenvolvimento. O desenvolvimento do jogo foi parcialmente financiado por uma subvenção do governo Dinamarquês. Inside está sendo feito no motor de jogos Unity.
Microsoft anunciou Inside durante sua conferência na Electronic Entertainment Expo. O jogo inicialmente foi planejado para ser lançado no PlayStation 3, Xbox 360, Microsoft Windows, e OS X. Playdead propositalmente esperou quatro anos para anunciar o jogo, pois eles queriam que o mesmo só ocorresse quando ele estivesse perto de ser lançado. A IGN escreveu que o anúncio foi um sinal do comprometimento da Microsoft com o desenvolvimento de jogos independentes e Ryan McCaffrey disse que foi a sua maior surpresa do ano. Os desenvolvedores adiaram o lançamento do jogo, haviam chances de ser lançado no começo de 2015, mas acabou não havendo nenhuma notícia sobre o jogo. Uma demonstração foi preparada para um evento que a Microsoft viria a participar em Agosto de 2015, e que ocorreu antes da PAX Prime. O jogo está planejado para ser lançado no Xbox One, mas a Playdead também demonstrou interesse em outros consoles.
Durante a Electronic Entertainment Expo de 2016, a Playdead anunciou que Inside estará disponível no Xbox One em 29 de Junho de 2016 e no Microsoft Windows via Steam em 7 de Julho de 2016. Como parte do anúncio do lançamento, Playdead temporariamente permitiu que os jogadores obtivessem Limbo de graça em ambas as plataformas.

## Recepção
| Críticas profissionais | Críticas profissionais |
| Pontuações agregadas   | Pontuações agregadas   |
| Fonte                  | Avaliação              |
| ---------------------- | ---------------------- |
| Metacritic             | 93/100                 |
| Avaliações da crítica  |                        |
| Fonte                  | Avaliação              |
| Destructoid            | 9.5/10                 |
| EGM                    | 9.5/10                 |
| Game Informer          | 9.75/10                |
| Game Revolution        | [ 16 ]                 |
| GameSpot               | 8/10                   |
| GamesRadar             | [ 18 ]                 |
| Giant Bomb             | [ 19 ]                 |
| IGN                    | 10/10                  |
| Polygon                | 9.5/10                 |
| VideoGamer.com         | 10/10                  |

Inside foi um dos lançamentos de 2016 mais antecipados pela Polygon e a IGN. Após assistir a prévia do jogo na E3 2016, Sliva considerou o jogo como "Super Limbo", "Do mesmo jeito que a Nintendo pegou os princípios de games de Nintendo Entertainment System como Mario, Zelda e Metroid e aperfeiçoou cada um deles nas sequências de Super Nintendo Entertainment System, Inside pega tudo que a Playdead Studios fez de certo em Limbo e eleva o nível." Kirk Hamilton da Kotaku chamou o jogo de uma "evolução" do que a Playdead conseguiu fazer com Limbo. Jaz Rignall do USgamer jogou a demonstração de Inside e escreveu que foi um dos melhores quebra-cabeça em plataforma que ele já jogou, melhor que seu predecessor.
Inside recebeu "aclamação mundial" de acordo com o agregador de críticas, Metacritic. Críticos compararam favoravelmente o título como um incrível sucessor de Limbo, jogo anterior da Playdead.